# 존 하워드 퍼거슨
존 하워드 퍼거슨(John Howard Ferguson, 1838년 6월 10일 ~ 1915년 11월 12일)은 루이지애나주 출신의 미국 변호사이자 판사로, 플레시 대 퍼거슨 사건의 피고인으로 가장 유명하다.

## 전기
퍼거슨은 1838년 6월 10일 매사추세츠주 칠마크에서 침례교 부모(존 H. 퍼거슨 & 사라 데이비스 루스)의 셋째이자 막내로 태어났다. 마서스 비니어드(칠마크 & 티스베리)의 선장 가문(아들, 손자, 증손자, 고손자)에서 태어났지만, 존 하워드 퍼거슨은 다른 직업을 선택하여 어린 시절 교편을 잡았고, 마침내 법학을 공부하기 시작했다.
어린 퍼거슨의 가족은 1849년에서 1861년 사이에 거의 몰살되었고, 남북 전쟁이 끝난 후 벤저민 F. 할렛의 가르침 아래 보스턴에서 법률 공부를 마친 퍼거슨은 1865년 뉴올리언스로 이주했다. 그곳에서 그는 1866년 7월 펜실베이니아 출신의 확고하고 솔직한 노예제 폐지론자 토마스 제퍼슨 이어하트의 딸인 버지니아 버틀러 이어하트와 만나 결혼했다. 퍼거슨 부부는 헨리 클레이 애비뉴 1500번지 버스빌(업타운 뉴올리언스)에서 세 아들(월터 저드슨, 마일로 & 도널드 퍼거슨)을 키웠다. 이 집은 오늘날까지 남아있으며 1989년 올리언스 패리시 랜드마크 위원회의 역사적 랜드마크로 지정되었다.
퍼거슨은 루이지애나 주의회에서 복무하며 뉴올리언스에서 변호사로 활동하다가 1892년 뉴올리언스 패리시의 형사지방법원 A섹션 판사로 임명되었다. 그곳에서 그는 호머 아돌프 플레시 대 루이지애나주 사건의 재판을 담당했다. 이 사건은 호머 플레시가 제기했으며, 결국 인종 분리 정책의 합헌성을 지지하는 미국 대법원의 악명 높은 플레시 대 퍼거슨 사건 판결로 이어졌다.
퍼거슨 판사는 이전에 루이지애나주 철도 회사가 백인 승객과 비백인 승객에게 분리 평등 정책의 숙소를 제공해야 한다고 선언한 법인 1890년 루이지애나 철도 객차법(분리 객차법)이 "여러 주를 통과하는 열차에서는 위헌"이라고 미국 헌법 수정 제14조의 평등 보호 조항에 따라 판결했었다. 그러나 플레시의 사건에서는 주가 루이지애나주 내에서만 운행하는 철도 회사를 규제할 수 있다고 결론짓고 주내 사건에서 분리 객차법이 합헌이라고 선언했다.
플레시는 그 후 이 사건을 루이지애나주 대법원에 상고했고, 루이지애나 법이 합헌이라는 판결을 확정했다. 플레시는 미국 대법원에 오류 정정 영장을 신청했고, 이 사건에서 존 하워드 퍼거슨 판사는 루이지애나주 대법원에 제출된 청원서에 이름이 언급되었기 때문에 미국 대법원에 제기된 사건에 이름이 올랐다.
존 하워드 퍼거슨 판사는 1915년 11월 12일 뉴올리언스에서 77세의 나이로 사망했다. 같은 해 6월에는 아들 월터 저드슨 퍼거슨이, 9월에는 아내 버지니아 버틀러 이어하트 퍼거슨이 그보다 먼저 사망했다. 그는 뉴올리언스의 구시가지 라파예트 묘지 #1에 아내와 다른 이어하트 가족 구성원들과 함께 안장되어 있다. (존 H. 퍼거슨 4세, 고손자가 저술 및 광범위하게 조사함).

## 플레시 앤 퍼거슨 재단

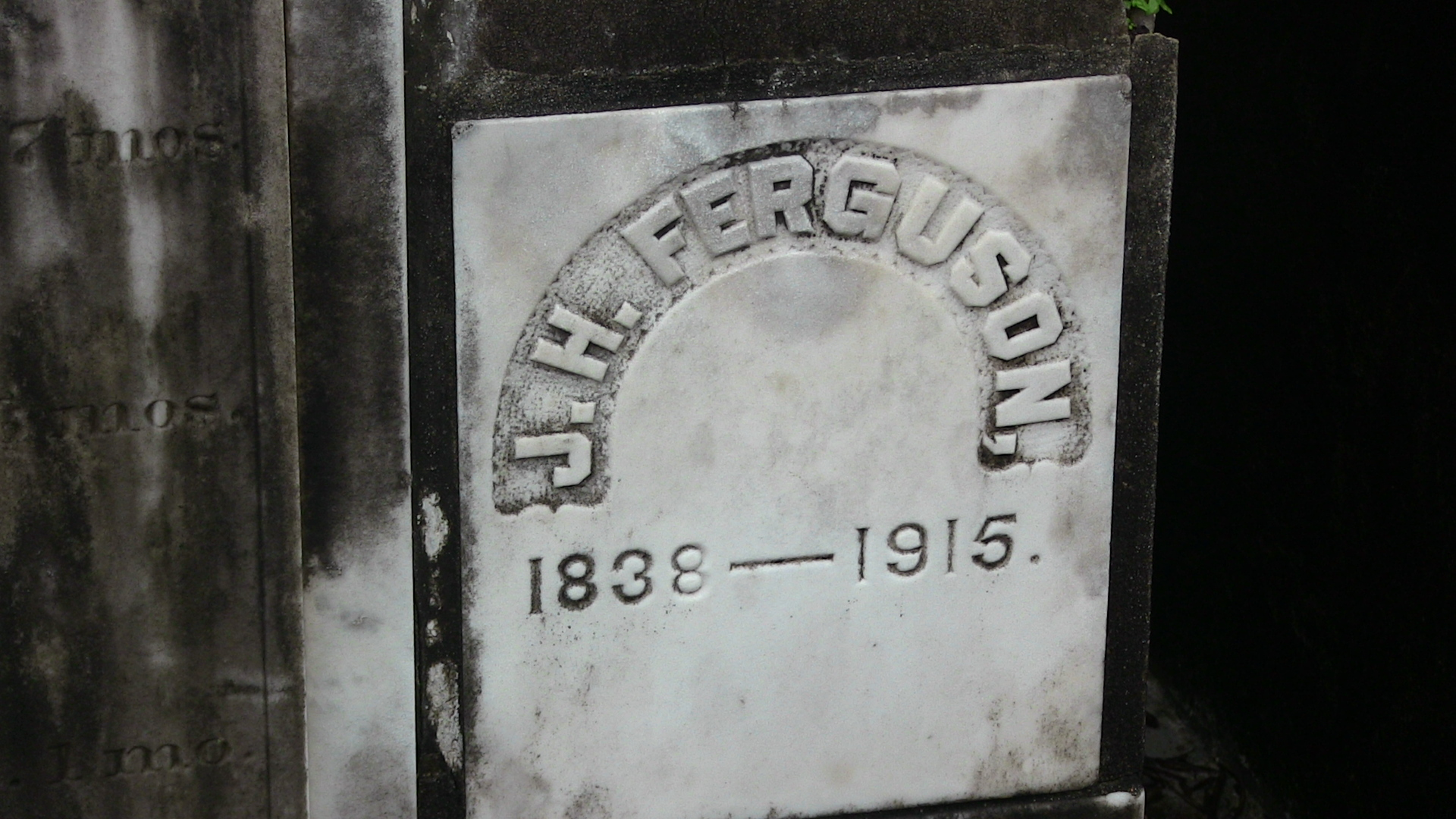

2009년, 퍼거슨과 플레시의 후손들은 미국의 흑인 민권 운동의 성공을 기리기 위해 뉴올리언스 플레시 앤 퍼거슨 재단을 설립했다. 2009년 2월 12일, 그들은 크레센트 시티 평화 동맹과 뉴올리언스 창작 예술 센터와 협력하여 1892년 뉴올리언스에서 호머 플레시가 체포된 장소인 프레스 스트리트와 로열 스트리트 모퉁이에 역사적 표지판을 설치했다.
루이지애나 대법원 판사 베르네트 조슈아 존슨, 툴레인 대학교 교수 로렌스 N. 파월, 라파엘 카시미어 교수, 역사가이자 작가인 키스 W. 메들리의 강연이 예정대로 진행되었다.
대법원 사건 참가자들의 후손인 키스 플레시와 피비 퍼거슨은 교육, 보존 및 홍보를 위한 플레시 앤 퍼거슨 재단의 설립을 발표했다. 이 재단은 이 역사적인 사건과 미국 의식에 미친 유산에 대한 이해를 높이기 위해 영화, 예술, 대중 프로그램을 통해 시민 권리 운동의 역사를 가르치는 데 힘쓰고 있다. 재단 이사회 구성원으로는 레이나드 샌더스 박사, 존 하워드 퍼거슨 4세, 알렉산더 피에르 튀르도 주니어, 캐서린 퍼거슨 로버츠, 잭슨 놀스, 피비 체이스 퍼거슨, 키스 M. 플레시, 브렌다 빌립스 스퀘어, 키스 웰던 메들리, 론 베체트, 스티븐 플레시, 주디 바조이, 네페르테리 플레시가 있다.
플레시 앤 퍼거슨 재단은 1892년 호머 플레시의 체포가 루이지애나의 분리 객차법에 도전하기 위한 시민 위원회의 조직적인 노력의 일환이었다고 명시하고 있다. 많은 사람들이 시민 권리 운동이 1950년대에 시작되었다고 생각하지만, 미국에서는 훨씬 이전에 동등한 권리를 위해 공동체들이 조직되었다. 비록 미국 대법원이 1896년에 플레시에 불리한 판결을 내렸지만, 그들의 주장은 존 마셜 할런 판사의 "위대한 반대 의견"을 낳았다. 위원회가 시민 불복종과 법원 시스템을 사용한 것은 20세기 시민 권리 투쟁을 예고했다.

## 서적
- Medley, Keith Weldon (2003). 《We As Freemen: Plessy v. Ferguson》. Gretna, LA: Pelican. ISBN 1-58980-120-2. 리뷰